# پل هارونی
پل هارونی، مربوط به پهلوی اول است و در شهرستان شهرکرد، شهر هارونی واقع شده است. این اثر در تاریخ ۷ خرداد ۱۳۸۷ با شمارهٔ ثبت ۲۲۹۴۳ به‌عنوان یکی از آثار ملی ایران به ثبت رسیده است.